# 布里奥
布里奥（法語：Briot，法語發音：[bʁijo]）是法国瓦兹省的一个市镇，属于博韦区。

## 地理
布里奥（49°39'0"N, 1°55'26"E）面积6.49 平方千米，位于法国上法蘭西大區瓦兹省，该省份为法国北部内陆省份，北起索姆省，西接厄尔省和滨海塞纳省，南至塞纳-马恩省和瓦兹河谷省，东临埃纳省。
与布里奥接壤的市镇（或旧市镇、城区）包括：布龙博、格朗维利耶、阿卢瓦、圣莫尔、蒂约卢瓦圣安托万。

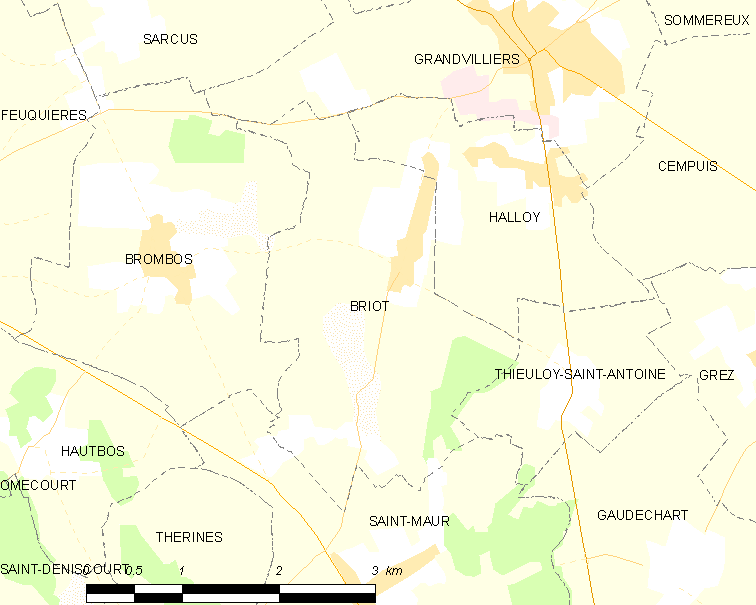
布里奥的OSM定位图

布里奥的时区为UTC+01:00、UTC+02:00（夏令时）。

## 行政
布里奥的邮政编码为60210，INSEE市镇编码为60108。

## 政治
布里奥所属的省级选区为格朗维利耶县。

## 人口

1962-2008年间布里奥人口变化图示

布里奥于2022年1月1日时的人口数量为297人。